# Protambulyx eurycles
Protambulyx eurycles là một loài bướm đêm thuộc họ Sphingidae. Loài này có ở Suriname, Guyana, Guyane thuộc Pháp, Colombia, Ecuador, Peru, Bolivia, Brasil, Costa Rica, Nicaragua và México.
Nó gần giống loài Protambulyx euryalus nhưng dải viền cánh trước rộng hơn và viền cánh có lỗ nhỏ. Con cái ít sặc sỡ hơn con đực.
Mỗi năm loài này có thể có nhiều thế hệ. Cá thể trưởng thành được ghi nhận vào tháng 3, tháng 8 và tháng 10 ở Bolivia và vào tháng 9 ở Brasil.
Ấu trùng có lẽ ăn các loài Anacardiaceae.

## Hình ảnh

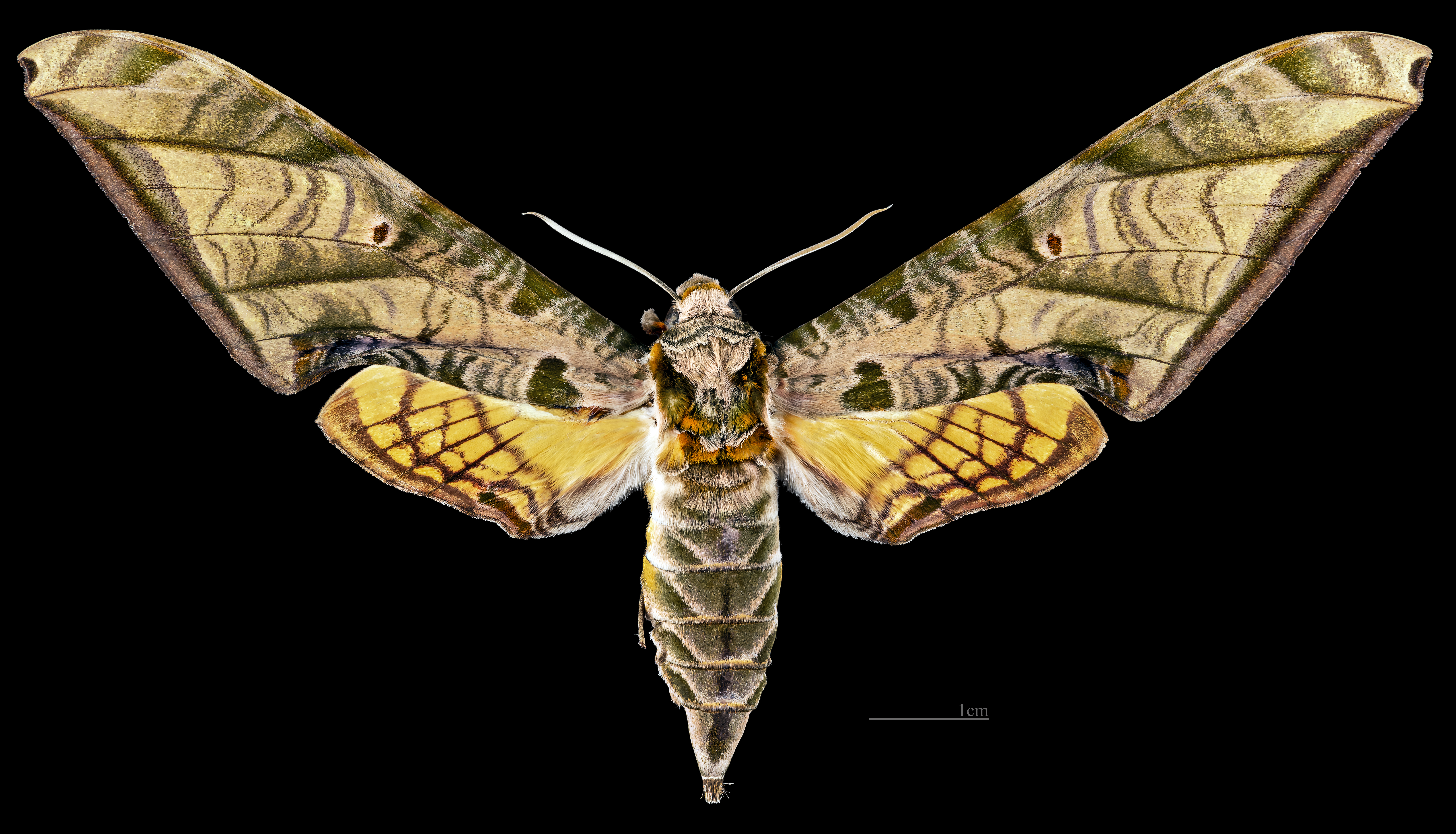
Protambulyx eurycles ♀
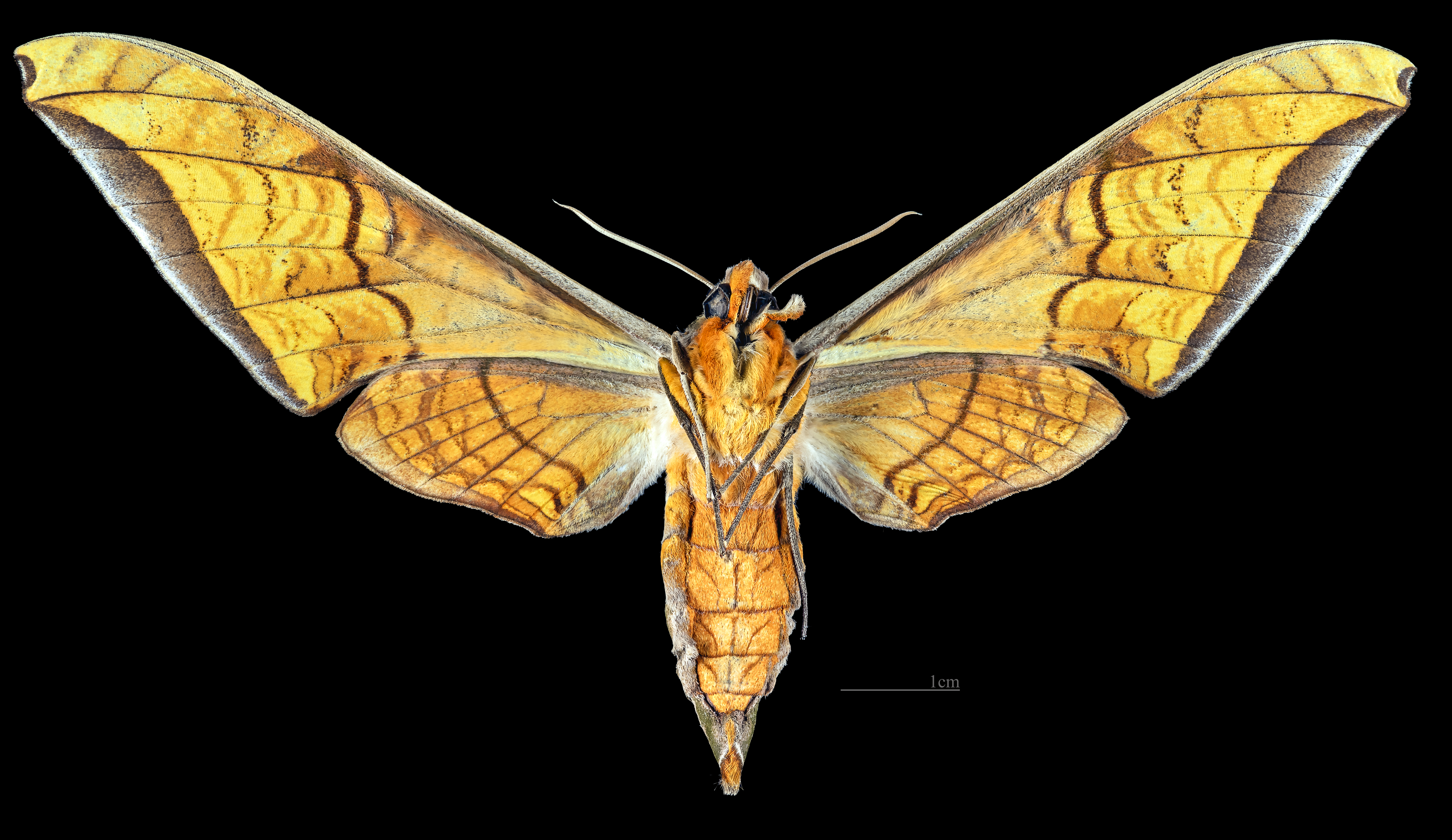
Protambulyx eurycles ♀ △